# Rugaleyrodes
Rugaleyrodes is een geslacht van halfvleugeligen (Hemiptera) uit de familie witte vliegen (Aleyrodidae), onderfamilie Aleyrodinae.
De wetenschappelijke naam van dit geslacht is voor het eerst geldig gepubliceerd door Bink-Moenen in 1983. De typesoort is Marginaleyrodes angolensis.

## Soorten
Rugaleyrodes omvat de volgende soorten:
- Rugaleyrodes angolensis (Cohic, 1966)
- Rugaleyrodes bidentata Bink-Moenen, 1983
- Rugaleyrodes tetracerae (Cohic, 1966)
- Rugaleyrodes villiersi (Cohic, 1968)
- Rugaleyrodes vuattouxi (Cohic, 1969)